# Andechs
Andechs est une commune bavaroise de l'arrondissement de Starnberg, en Allemagne. C'est un lieu de pèlerinage bien connu pour son abbaye bénédicitine et sa brasserie.

## Géographie
La commune d'environ 3 200 habitants se situe en Haute-Bavière, sur une colline entre le lac Ammer et le lac de Starnberg, à 40 km au sud-ouest de Munich.  La région des lacs a été formée lors de la période préhistoire du glacier de l'Isar-Loisach.

## Histoire

### Comtes et ducs d'Andechs
La localité d'Andehsa, dans le duché de Bavière, a été mentionnée pour la première fois dans un acte de 1080. Le village a été occupé par un château fort où ont vécu les puissants comtes d'Andechs, précédemment comtes de Diessen, l'une des dynasties bavaroises les plus importantes au XIIe et XIIIe siècle. En 1132, le comte Berthold II y a établi sa résidence. 
En 1176, Hedwige, fille du comte Berthold IV, est née au château d'Andechs ; en 1186 elle se mariait avec Henri Ier, fils du duc Boleslas Ier de Silésie. Son père est nommé duc de Méranie par l'empereur Frédéric Barberousse en 1180. En 1208, toutefois, le frère d'Hedwige, Henri, margrave d'Istrie, a été soupçonné d'être impliqué dans l'assassination de Philippe de Souabe, roi des Romains, à Bamberg. Le château d'Andechs est alors entièrement rasé avant que la famille ne soit réhabilitée plus tard. Le domaine passe à la maison de Wittelsbach, ducs de Bavière, après la lignée des comtes s'éteignit en 1248.
L'ancienne chapelle castrale dédiée à Nicolas de Myre se développa en un lieu de pèlerinage très fréquenté. Une nouvelle église-halle est construite dans les années 1420 et un chapitre de chanoines a été fondé un 1438.

### Abbaye d'Andechs

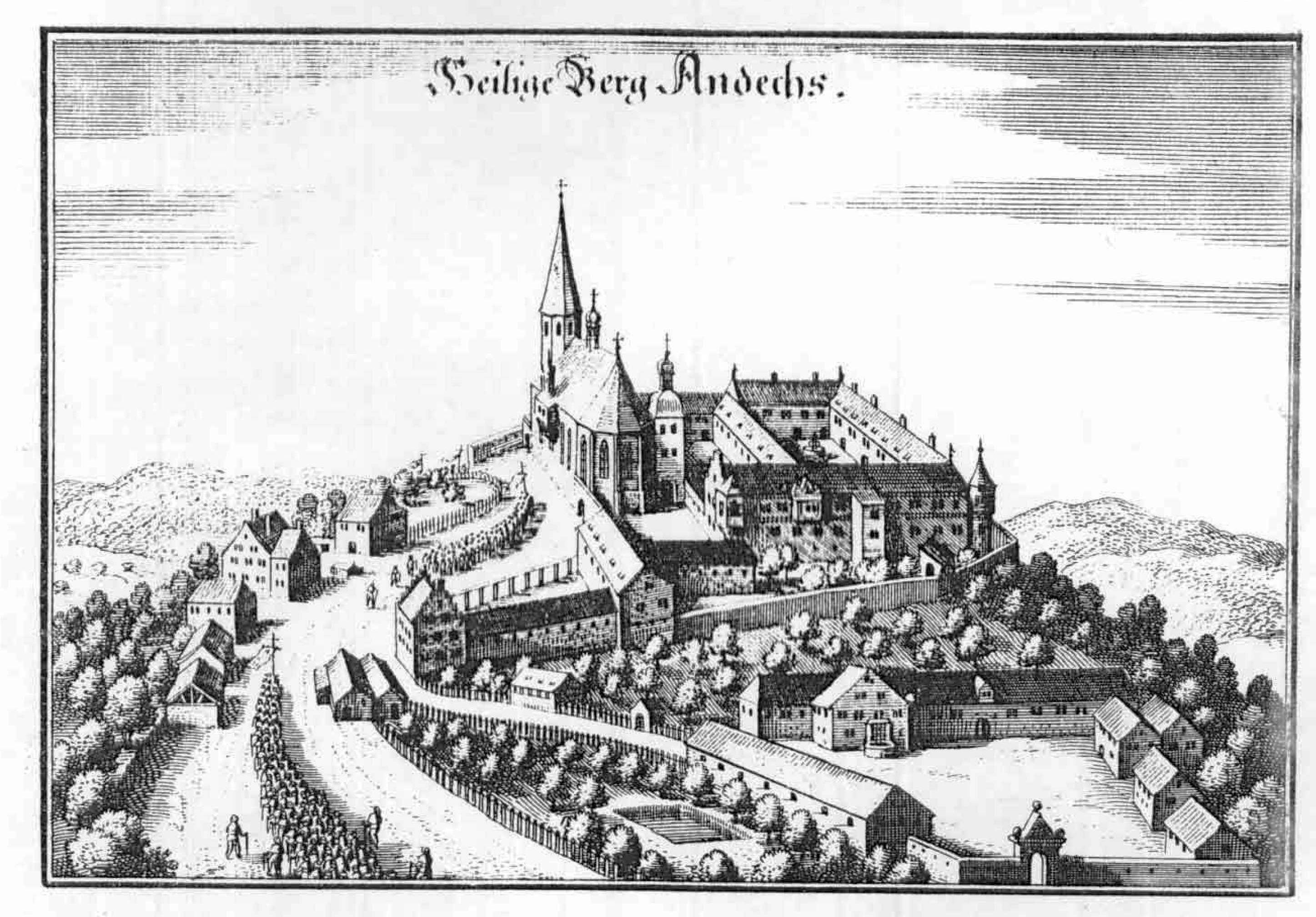
Mont Sacré d'Andechs, Matthäus Merian, vers 1650.

L'abbaye d'Andechs est une célèbre monastère bénédictin de style baroque et rococo, fondé en 1455, à l'initiative du duc Albert III de Bavière, avec environ 30 moines de l'ordre de St Benoît perché sur le Mont Sacré (Heiliger Berg) dominant le lac Ammer. La collégiale fut reconstruite d'après le plans de Johann Baptist Zimmermann à partir de 1751. 
Sécularisé au cours du recès d'Empire en 1803, le couvent fut rétabli en tant que prébende de l'abbaye Saint-Boniface de Munich par le roi Louis Ier de Bavière en 1850. Jusqu'à aujourd'hui, cette abbaye a une réputation de « Mecque » bavaroise pour les pèlerins amateurs de bière de tradition avec la brasserie de l'abbaye d'Andechs et un haut lieu de pèlerinage, de tourisme et de promenade du dimanche.

## Jumelages
Andechs est jumelée avec deux villes étrangères :
- Kamnik (Slovénie) ;
- Amras (Autriche) depuis 2000.

## Personnalités liées à Andechs
- Sainte Edwige d'Andechs (1174-1243), duchesse de Silésie et reine consort de Pologne ;
- Gertrude d'Andechs (1185-1213), reine consort de Hongrie ;
- Carl Orff (1895-1982), ompositeur de Carmina Burana et concepteur de la pédagogie musicale « Orff-Schulwerk », est enterré à l'abbaye. . Un festival: « Orff in Andechs » lui est consacré tous les ans.
- Bert Hölldobler, entomologiste expert des fourmis mondialement reconnu, y est né en 1936.